# Инман (Канзас)
Инман (енгл. Inman) град је у америчкој савезној држави Канзас.

## Демографија
По попису из 2010. године број становника је 1.377, што је 235 (20,6%) становника више него 2000. године.
| Група             | 2000.         | 2010.         |
| Белци             | 1.117 (97,8%) | 1.291 (93,8%) |
| Афроамериканци    | 0 (0,0%)      | 1 (0,1%)      |
| Азијати           | 0 (0,0%)      | 4 (0,3%)      |
| Хиспаноамериканци | 16 (1,4%)     | 42 (3,1%)     |
| Укупно            | 1.142         | 1.377         |